# سامسون رافیلسون
سامسون رافیلسون (انگلیسی: Samson Raphaelson؛ ۳۰ مارس ۱۸۹۴ – ۱۶ ژوئیهٔ ۱۹۸۳) یک فیلم‌نامه‌نویس اهل ایالات متحده آمریکا بود.
وی فیلم‌نامه‌نویس فیلم‌هایی همچون یک ساعت با تو، بهشت می‌تونه صبر کنه و سوءظن بوده است.